# Ран, Отто
Отто Вильгельм Ран (нем. Otto Wilhelm Rahn; 18 февраля 1904, Михельштадт — 13 или 14 марта 1939, гора Куфштайн близ городка Куфштайн, Тирольские Альпы, Австрия) — немецкий писатель и исследователь, археолог-любитель, сотрудник Аненербе, оберштурмфюрер СС.

## Биография
Родился в набожной семье. Первый ребёнок чиновника юстиции Карла Рана и его жены Клары Гамбургер.
Окончил гуманитарную гимназию в Бингене-на-Рейне, а по переезде семьи в Гиссен — гимназию Ландграфа Людвига. Ещё в школьные годы увлёкся историей еретического движения катаров; это увлечение со временем переросло в его личные религиозные убеждения. С 1922 по 1926 год изучал в Гиссене, Гейдельберге и Фрайбурге юриспруденцию, немецкую философию и историю. В 1925—1928 годы работал коммивояжёром для различных издательств.
С 1928 по 1932 год много путешествует по Франции, Испании, Италии и Швейцарии, где занимается поиском наследия катаров. В Париже входит в круг литераторов и учёных, знакомится с Морисом Магром и спиритисткой графиней Марианной Пюжоль-Мюра, являвшейся потомком Эсклармонды де Фуа, ярой приверженки катаров. Летом 1929 года Ран некоторое время жил в провинции Лангедок неподалёку от развалин замка Монсегюр — последнего пристанища катаров. За это время он тщательно осмотрел развалины и посетил пещеры Сабарт и Лонгрив в окрестностях Монсегюра, где находились средневековые символические изображения.

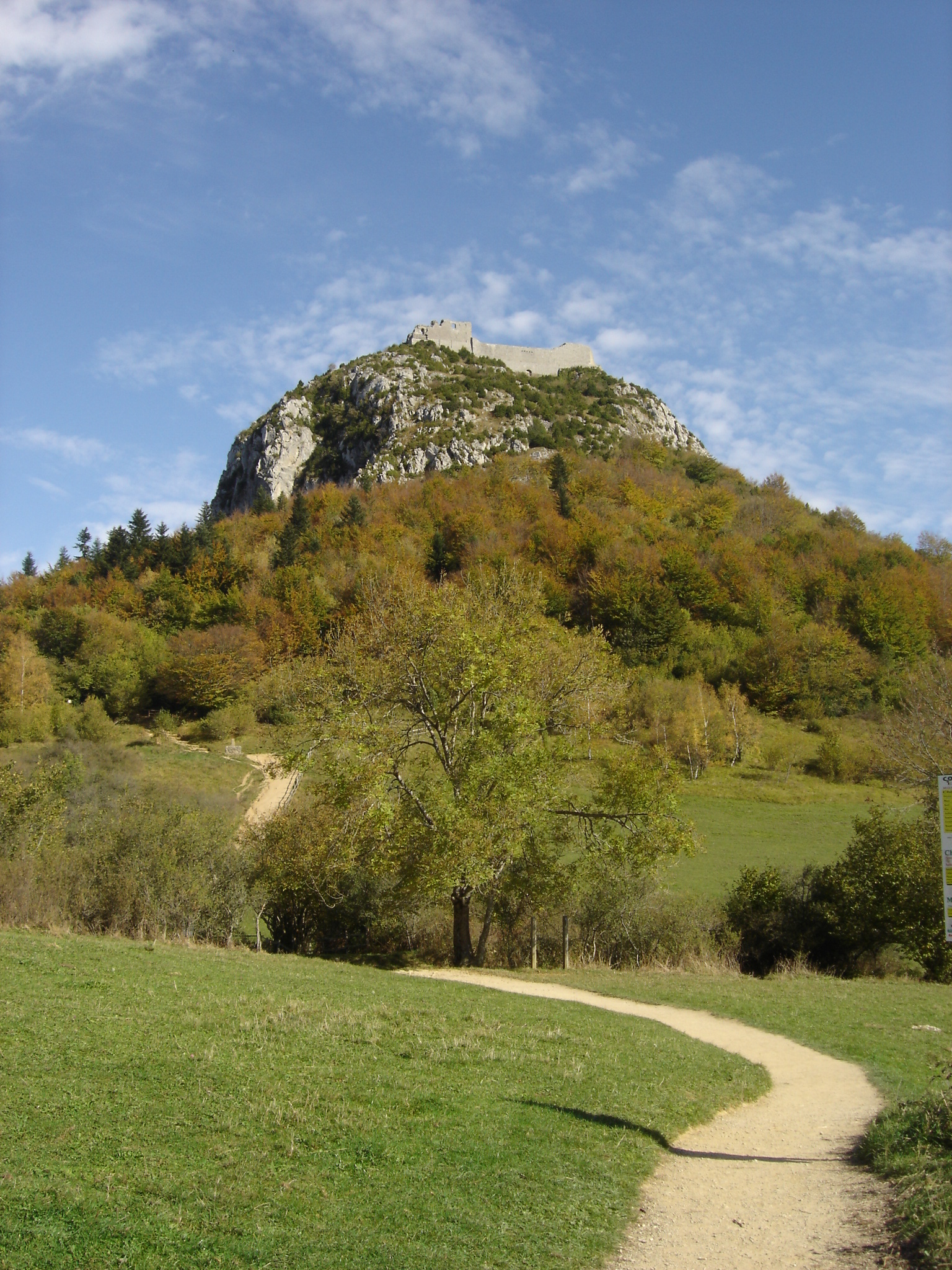
Гора Монсегюр

В конце 1932 года Ран был обвинён французским правительством в шпионаже, и ему пришлось покинуть Францию.
С 1933 года Ран жил в Берлине, где результаты его исследований привлекли внимание шефа СС Г. Гиммлера, известного своей склонностью к религиозному мистицизму. В 1935 году он совершил несколько исследовательских поездок в Вестервальд, Гессен и Баварию, в это же время начал работать в отделе Карла Вилигута в Главном управлении СС по вопросам расы и поселения. Тезис Рана о том, что катары были германским дуалистическим еретическим движением арийского происхождения, настолько впечатлил Гиммлера, что тот сразу предложил Рану заниматься его изысканиями под эгидой СС. В итоге Ран стал сотрудником исследовательского общества Аненербе, а 12 марта 1936 года вступил в ряды СС и почти сразу получил звание унтершарфюрера СС. Летом 1937 года принял участие в экспедиции Аненербе в Исландию.
По итогам своих многолетних исследований Ран написал две книги: «Крестовый поход против Грааля» («Kreuzzug gegen den Gral», 1933) и «Двор Люцифера» («Luzifers Hofgesind», 1937), в которых нашли отражение его взгляды на историю катаризма, анализ средневековых легенд о Чаше Грааля и христианская мистика.

### Опала и смерть
В 1937 году Ран попал в опалу. Гомосексуальность Рана была известна Гиммлеру и в 1937 году стала предметом разногласий с другими офицерами СС, которые долгое время противопоставляли свое поведение открытому гомосексуализму, распространенному в кругах штурмовиков Эрнста Рёма. После «пьяного гомосексуального дебоша» в качестве дисциплинарного взыскания Рана назначили караульным в концлагерь Бухенвальд, а затем в концлагерь Дахау, чтобы «закалить его». В самом конце 1938 года, разочаровавшись в политике нацизма и глубоко обеспокоенный тем, что он увидел в Дахау, Ран в феврале 1939 года подал заявление об уходе из СС, будучи в звании оберштурмфюрера. Гиммлер принял это предложение. 13 марта тело Рана было найдено местными детьми в овраге недалеко от Зёлля (Куфштайн, Тироль) в Австрии. Шестьдесят лет спустя в интервью Сюннеру один из тех, кто нашел тело Рана, рассказал, что обнаружил рядом с ним «две пустые бутылки». Смерть Рана в частном порядке была признана самоубийством, но Гиммлер представил СС как произошедшую в результате «несчастного случая в альпинизме». По одной из версий, он покончил жизнь самоубийством, приняв цианистый калий. По иным версиям был убит агентами СС, либо инсценировал собственную смерть. Ещё один из вариантов — совершил ритуальное самоубийство в традициях катаров.

### Культурное влияние
Книга «Крестовый поход против Грааля», повествующая, в том числе, об альбигойских войнах (1181—1229), послужила основой скандального исследования М. Бейджента, Р. Ли, Г. Линкольна «Святая Кровь и Святой Грааль», по мотивам которого Ден Браун создал книгу и фильм «Код да Винчи».
Отто Ран и его исследование развалин замка Монсегюр упомянуты в детективном романе Еремея Парнова «Александрийская гемма» (глава тридцать четвёртая).
Также является второстепенным эпизодическим персонажем в романе А.Лазарчука и М.Успенского «Посмотри в глаза чудовищ» (трилогия «Марш экклезиастов»). В романе руководит десантом Анненербе в Шамбалу, а впоследствии, под впечатлением от нацистских лагерей помогает главному герою в борьбе с рахом.

## Список произведений
- «Крестовый поход против Грааля» («Kreuzzug gegen den Gral» ISBN 3-934291-27-9; ISBN 978-3-934291-27-0) 1933
- «Двор Люцифера» («Luzifers Hofgesind» ISBN 3-934291-19-8; ISBN 978-3-934291-19-5) 1937

### Переводы на русский язык
- «Крестовый поход против Грааля», Издательство «АСТ», 2004, перевод с немецкого И. Иванова и др., УДК 94(4) «04/14» ББК 63.3(4) Р22 (ISBN 5-17-011582-2)
- «Двор Люцифера», Издательство «Ex Nord Lux[5]», 2008, перевод с немецкого Irinarchus (ISBN 978-5-88934-391-2)

### В художественной литературе
- Еремей Парнов, «Александрийская гемма» (глава тридцать четвёртая)
- Лазарчук, Андрей Геннадьевич и Успенский, Михаил Глебович — один из героев трилогии:
  - Посмотри в глаза чудовищ
  - Гиперборейская чума
  - Марш экклезиастов
- Филипп Керр (Великобритания), Берлинская Трилогия. Роман «Бледный преступник»[6]
- Новопашин С. Спасти унтершарфюрера Рана
- Крейг Смит. Кровавое Копье. один из главных героев книги[7]

### В исследовательской литературе
- Nicholas Goodrick-Clarke. 1985. The Occult Roots of Nazism: Secret Aryan Cults and Their Influence on Nazi Ideology: The Ariosophists of Austria and Germany, 1890—1935; p. 188—189
- Непомнящий Н. Н. «Тайны оккультного рейха».
- Ангебера Ж. М. «Гитлер и традиция катаров».

### В кинематографе
- Стал прообразом для Индианы Джонса — героя фильмов Стивена Спилберга и Джорджа Лукаса, а его поиски Грааля — сюжетом для первого фильма из этой серии об американском археологе Индиане Джонсе «Искатели утраченного ковчега»[8]
- Фильм о жизни Отто Рана: Ричард Стенли (Richard Stanley), фильм The Secret Glory (2001) (в других версиях The Secret Glory of Otto Rahn, The Secret Glory of SS Obersturm Fuhrer Otto Rahn).